# جمعية حماية الطبيعة في إسرائيل
جمعية حماية الطبيعة في إسرائيل (بالعبرية: החברה להגנת הטבע‏) هي منظمة بيئية إسرائيلية غير ربحية تعمل على الحفاظ على النباتات والحيوانات والبيئات الطبيعية التي تمثل التنوع البيولوجي، من خلال حماية الأراضي والمياه اللازمة للبقاء على قيد الحياة، وهي أقدم وأكبر منظمة حماية في إسرائيل.
في عام 1980، تم منح جائزة إسرائيل إلى جمعية حماية الطبيعة في إسرائيل، مع مؤسسيها وهم عزاريا ألون وأموتز زهافي ويواف ساغي، لمساهمتهم المميزة في المجتمع والدولة من أجل البيئة.

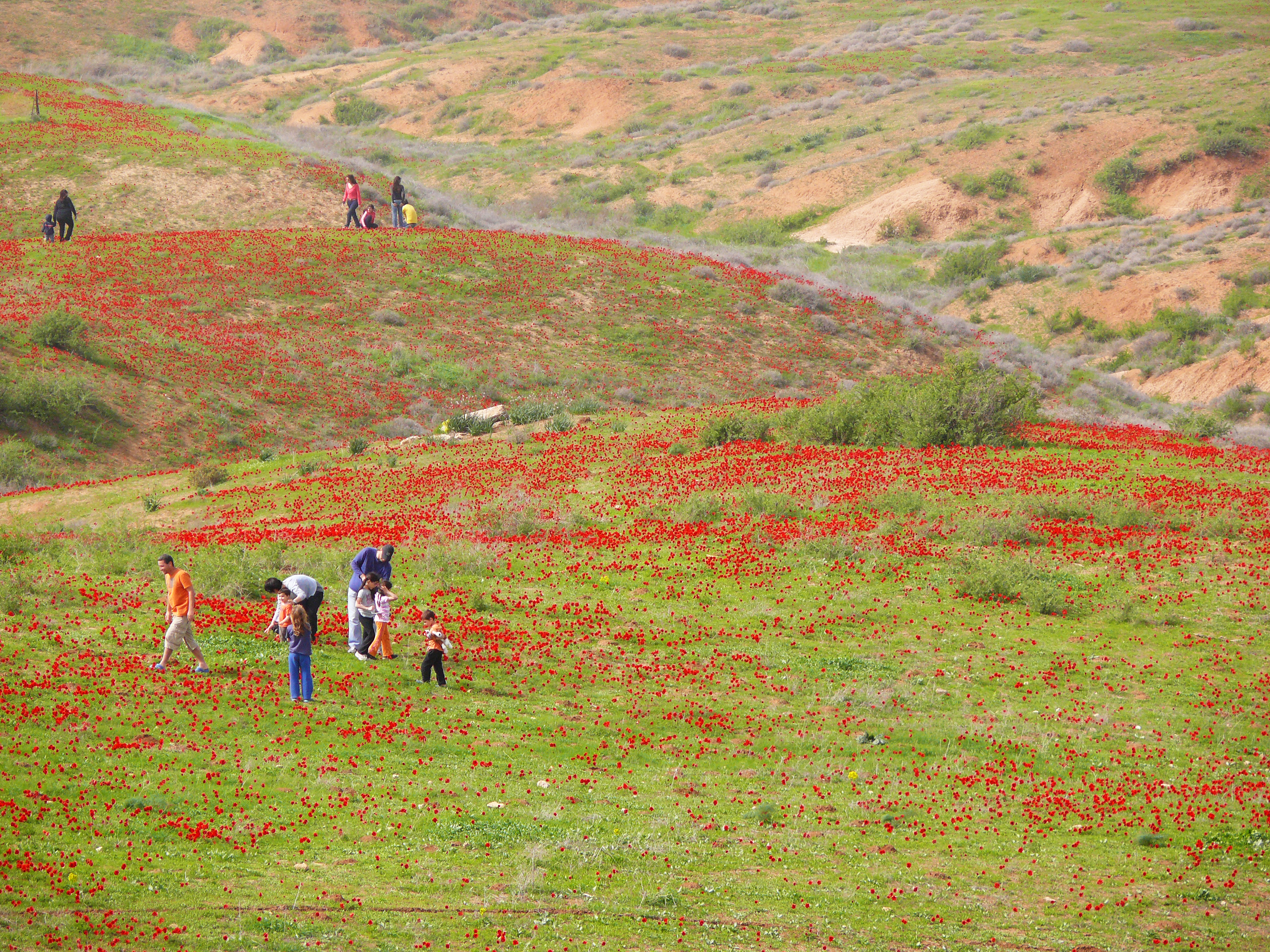
عائلة تتنزه في حقل شقائق النعمان، أحد أنواع الزهور المحمية في إسرائيل، محمية بورا الطبيعية

## التاريخ
تأسست الجمعية في عام 1953 على يد كل من عزاريا ألون وأموتز زهافي لمناهضة خطط تجفيف سهل الحولة. وقامت الحكومة الإسرائيلية والصندوق القومي اليهودي في نهاية المطاف بتجفيف غالبية أراضي الحولة الرطبة لمنع انتشار الملاريا وإنشاء أراضٍ زراعية. وبعد 40 عامًا من حملة الجمعية ضد التجفيف، تمت إعادة غمر حوالي 10 ٪ من أراضي الحولة الرطبة في أوائل التسعينيات.

## الشعار

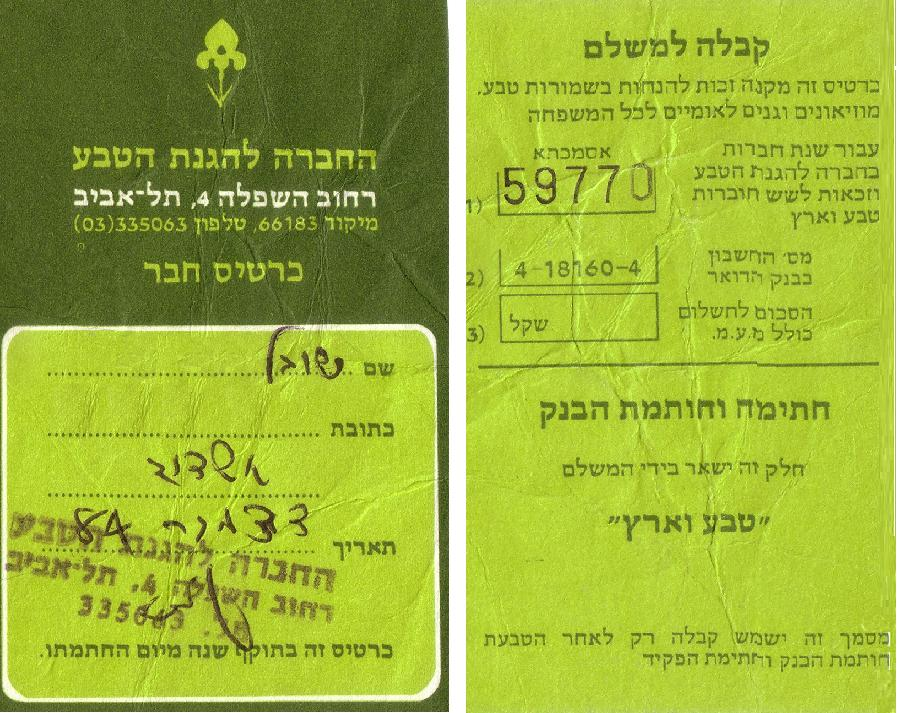
بطاقة عضوية الجمعية تحمل شعار نبات السوسن فقوعة

تم اختيار نبات السوسن فقوعة كشعار لجمعية حماية الطبيعة في إسرائيل.  

## روابط خارجية
- الموقع الرسمي
 باللغة الإنجليزية
- American Friends of the SPNI
- Canadian Friends of the SPNI
- Open Landscapes Institute (OLI)
- Jerusalem Bird Observatory (JBO)